# 巡礼の年
『巡礼の年』（じゅんれいのとし、巡礼の年報とも訳される、フランス語：Années de pèlerinage）は、フランツ・リストのピアノ独奏曲集。『第1年：スイス』『第2年：イタリア』『ヴェネツィアとナポリ（第2年補遺）』『第3年』の4集からなる。
20代から60代までに断続的に作曲したものを集めたもので、リストが訪れた地の印象や経験、目にしたものを書きとめた形をとっている。若年のヴィルトゥオーソ的・ロマン主義的・叙情的な作品から、晩年の宗教的、あるいは印象主義を予言するような作品まで様々な傾向の作品が収められており、作風の変遷もよくわかる。「泉のほとりで」、「ダンテを読んで」、「エステ荘の噴水」などが特に有名である。

## 第1年：スイス
『第1年：スイス』 (Première année: Suisse) S.160は、1835年から1836年にかけて、リストがマリー・ダグー伯爵夫人と共に訪れたスイスの印象を音楽で表現したものである。これらの曲はまずは3部19曲からなる『旅人のアルバム』としてまとめられ、1842年に出版されたが、このうち第1部の5曲と第2部の2曲を改訂し、さらに2曲を追加して1855年に出版されたのが『巡礼の年 第1年スイス』である。第2、5、7、9曲の標題はバイロンの詩集『チャイルド・ハロルドの巡礼』から、第6、8曲はセナンクールの小説『オーベルマン』から、第4曲はシラーの詩『追放者』からとられている。『旅人のアルバム』に存在しない追加曲は第5、7曲である。
1. ウィリアム・テルの聖堂 Chapelle de Guillaume Tell
スイス独立の英雄ウィリアム・テルゆかりの聖堂の荘厳さを音楽化している。
2. ヴァレンシュタットの湖で Au lac de Wallenstadt
バイロンの『チャイルド・ハロルドの巡礼』からの一節が引用されている。
3. パストラール Pastorale
スイス山岳地帯の牛飼いの歌に基づく。
4. 泉のほとりで Au bord d'une source
『第1年』の中で最も有名な曲で、水のきらめきがあざやかに表現され、華麗な技巧と詩的な楽想が両立している。シラーの詩の一節「囁くような冷たさの中で、若々しい自然の戯れが始まる」が記されている[1]。
5. 嵐 Orage
曲集の中でもとりわけ技巧を要する曲。『チャイルド・ハロルドの巡礼』からの一節が引用されている。
6. オーベルマンの谷 Vallée d'Obermann
演奏時間が約15分にわたる大曲で、「泉のほとりで」に並ぶ傑作とされる。19世紀前半にヨーロッパに自殺熱をもたらしたセナンクールの小説『オーベルマン』に着想を得て、主人公の苦悩や感情の移ろいを描いている[2]。
7. 牧歌 Eglogue
スイスの羊飼いの歌。『チャイルド・ハロルドの巡礼』の一節が引用されている。『旅人のアルバム』に含まれていないが、1836年には作曲されていたと思われる[1]。
8. 郷愁 Le mal du pays
『オーベルマン』からの長大な引用が序文として掲げられている。「自分の唯一の死に場所こそアルプスである」とパリから友人に書き綴ったオーベルマンが抱いた望郷の念を音楽で表現している[2]。
9. ジュネーヴの鐘 Les cloches de Genève
初稿はジュネーヴでマリーとの間に生まれた長女ブランディーヌに捧げられた。娘の無事を祈る安らぎに満ちた音楽。

## 第2年：イタリア

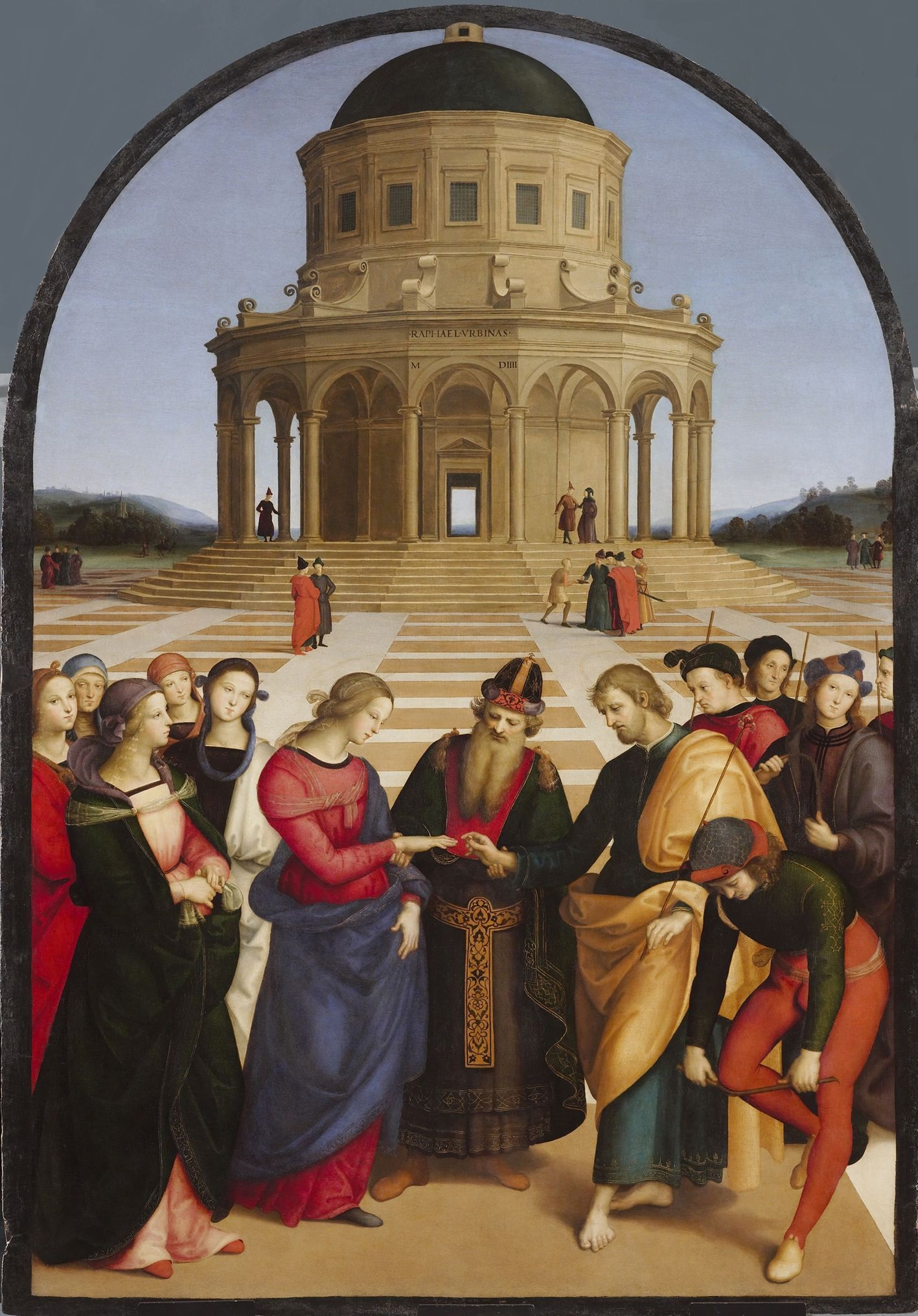
ラファエロの「聖母の婚礼」

『第2年：イタリア』 (Deuxième année: Italie) S.161は、1838年より作曲が開始され、1858年に出版された（ただし第3曲を除いて1839年にはほぼ完成していたようである）。マリーを伴ってイタリアを旅し、絵画や文学など数々の芸術に触れた印象を音楽としてしたためたものである
1. 婚礼 Sposalizio：ホ長調
ラファエロの「聖母の婚礼」による。終結部のフレーズはドビュッシーの『アラベスク第1番』を予感させる[2]。
2. 物思いに沈む人 Il penseroso:嬰ハ短調
ミケランジェロの彫刻による。『第2年』には珍しいほどの大変暗い雰囲気の曲で、後のラヴェルの「絞首台」を思わせるようなオクターヴによる重々しい同音による連打音が印象的である。1866年に管弦楽曲『3つの葬送頌歌』S.112の第2曲「夜」へと改作された。
3. サルヴァトール・ローザのカンツォネッタ Canzonetta del Salvator Rosa :イ長調
伴奏風の部分と、歌の部分をピアノで演奏する形をとる。前曲とは全く対照的な、明るく活発で、親しみやすい雰囲気。ここで掲げられているサルヴァトール・ローザの詩は、現在ではボノンチーニ作とされている[1]。
4. ペトラルカのソネット第47番 Sonetto 47 del Petrarca:変ニ長調
劇的表現力が問われる曲で、甘い旋律が続くが、その旋律の中に情熱が秘められている。
5. ペトラルカのソネット第104番 Sonetto 104 del Petrarca:ホ長調
劇的要素のある曲で、3曲ある「ペトラルカのソネット」の中で最もスケールが大きい。劇的表現力が要求される。甘い中にも情熱を秘めた旋律が続き、哀愁を伴う。
6. ペトラルカのソネット第123番 Sonetto 123 del Petrarca:変イ長調
他2曲に比べると静かな印象のある曲だが、やはり静かな中にも情熱がこめられている。
第4曲から第6曲までの「ペトラルカのソネット」は、歌曲集『ペトラルカの3つのソネット』をリスト自身がピアノ編曲したものの改訂版。ソネットの番号は、ペトラルカの詩集『カンツォニエーレ（イタリア語版）』に収録されているものとは実際には少しずれている。
7. ダンテを読んで：ソナタ風幻想曲 Après une Lecture du Dante: Fantasia quasi Sonata：ニ短調-ニ長調
他6曲に比べ遥かに規模が大きく、演奏時間約17分に及ぶ大作。『ダンテ・ソナタ』とも呼ばれる。リストのピアノ作品の中でも演奏が大変難しいことで知られ、難曲のひとつでもある。1839年には既に演奏された記録があり、2部からなる「神曲への序説」という題を付けていた時期もある。標題自体はユーゴーの詩集『内なる声』の中の一篇からとられており、ダンテの『神曲』より「地獄篇」のすさまじい情景を幻想的に描き出している[1]。「音楽の悪魔」の異名を持つ三全音が冒頭で用いられているが、これはまさに地獄を音で表現したものといえる[3]。

## ヴェネツィアとナポリ（第2年補遺）
『ヴェネツィアとナポリ（第2年補遺）』 (Venezia e Napoli) S.162は、1861年に出版された。初稿は1840年に作曲された4曲からなる曲集で、そのうち2曲を改訂し、1曲追加して、1859年に現在の稿が完成した（新しく追加されたのは第2曲）。リストは全3曲を続けて演奏するよう指示している。
1. ゴンドラの歌 Gondoliera
ジョヴァンニ・バッティスタ・ペルキーニのカンツォネッタ「小さいゴンドラのブロンド娘」 (La biondina in gondoletta) による。甘い歌が流れる。演奏上は細かい装飾音の連続が困難。
2. カンツォーネ Canzone
ロッシーニのオペラ『オテロ』の中のカンツォーネ「これ以上の苦しみはない」 (Nessun maggior dolore) の主題による。
3. タランテラ Tarantella
タランテラはイタリア・ナポリの舞曲。ギヨーム＝ルイ・コットラウ（Guillaume Louis Cottrau）の旋律による。激情的な部分に始まり、中間部は大変美しいカンツォーネとなる。穏やかであるが激情的な部分も含まれているため演奏も難しい。後半は突如強烈なタランテラが爆発する。クライマックスに達すると、カデンツァ風のフォルテシモで急速に下降、上昇する強烈なパッセージやfffで奏する強烈な和音連打が続くなど、リストらしさがちりばめられた難曲であり名曲。

## 第3年

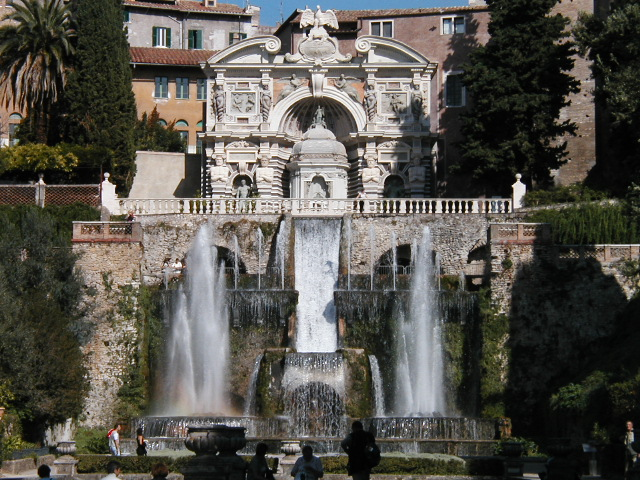
ティヴォリのエステ家別荘

『第3年』 (Troisième année) S.163は、1883年に出版された。多くはリストが挫折し精神的に憔悴しきっていた1877年に作曲されており、1840年頃にほとんどの原曲があるそれまでの作品集とは40年ほどにもおよぶ隔たりがある。各曲には、晩年のリストの特徴である不協和音やレチタティーヴォ風の単旋律の使用、宗教的・禁欲的な雰囲気が表れている。
リストはこの巻に『糸杉と棕櫚の葉』の題を与えようと考えていたことがあったが、糸杉は「喪（死）」、棕櫚は「殉教」の象徴とされている。音楽学者の野本由紀夫は、リストがこれらの楽曲に「死と救済」の思いを託しており、曲集のうち第2、3、5、6曲は哀歌（死）、第1、4、7曲は宗教による慰めの性格を示すとしている。
1. アンジェラス！守護天使への祈り Angélus! Prière aux anges gardiens
アンジェラスとは朝・昼・夜に行うカトリックのお告げの祈り、またはその時を知らせる鐘のことで、冒頭に聞こえる旋律がそれである[4]。ダニエラ・フォン・ビューロー（ハンス・フォン・ビューローとコージマの娘、リストの孫娘）に献呈。
2. エステ荘の糸杉にI：哀歌 Aux cyprès de la Villa d'Este I: Thrénodie
エステ荘はローマにほど近いティヴォリに建つ城館で、リストはホーエンローエ枢機卿からその数室を貸し与えられていた。1877年にここを訪れたリストは、庭園の糸杉の下で3日間を過ごしながら、「強迫観念に駆られ、枝葉が歌いむせび泣く声を聞き、それを五線譜に書き留めた」[4][5]。糸杉は「喪」の象徴である。なお、この曲がマリー・ダグー伯爵夫人の死（1876年）を悼んだものだとする説は誤りである[4]。
3. エステ荘の糸杉にII：哀歌 Aux cyprès de la Villa d'Este II: Thrénodie
ミケランジェロが植えたと伝えられていた糸杉の印象から作曲されたが、後にそれが誤りであることが分かったため、リスト自身がミケランジェロの名を題名から外している[4]。
4. エステ荘の噴水 Les jeux d'eaux à la Villa d'Este
リストの代表作の一つに数えられ、晩年の作品中ではとりわけ演奏機会が多い。巧みなアルペジオで水の流れを描写し、華麗な曲調が晩年の作品の中では異例とみなされることが多いが、他の作品と同様に宗教的な要素も含んでいる。ラヴェルの『水の戯れ』やドビュッシーの『水の反映』がこの曲に直接的に触発されて作曲されたという点で、フランス印象主義音楽に多大な影響を与えた作品とされる[4][6]。後年ブゾーニが聞いたところによると、この曲を聴いたドビュッシーはそのあまりに印象主義的な響きに顔色を失ったという[4][7]。曲の半ばに「私が差し出した水は人の中で湧き出でる泉となり、永遠の生命となるであろう」という「ヨハネ福音書」からの引用が掲げられている[8]。
5. ものみな涙あり／ハンガリーの旋法で Sunt lacrymae rerum/En mode hongrois
「ものみな涙あり」はヴェルギリウスの『アエネーイス』におけるトロイア陥落の場面に現れる一節である。この曲は元々は「ハンガリー哀歌」という曲名であったことから、トロイア陥落とハンガリー革命（1848年 - 1849年）の失敗を重ね合わせて、国に殉じた者たちに捧げた哀歌と考えられている[4]。ハンス・フォン・ビューローに献呈。
6. 葬送行進曲 Marche funèbre
1867年に銃殺されたメキシコ皇帝マクシミリアン1世の追悼のための葬送音楽で、皇帝の死後すぐに書かれている。
7. 心を高めよ Sursum corda
「心を高めよ（スルスム・コルダ）」はミサの序誦の一節から採られたものである。その名の通り、終曲にふさわしい荘厳な曲になっている。

## 旅人のアルバム
『旅人のアルバム』 (Album d'un voyageur) S.156は、前述の通り『巡礼の年 第1年：スイス』の原型となる作品集である。「印象と詩」 (Impressions et poésies) 、「アルプスの旋律の花々」 (Fleurs mélodiques des Alpes) 、「パラフレーズ」 (Paraphrases) の3部19曲からなる。1836年より第3部、第2部、第1部の順に出版され、1842年に『旅人のアルバム 第1年スイス』としてまとめて出版された。
第1部：印象と詩
1. リヨン Lyon
2a. ヴァレンシュタットの湖で Au lac de Wallenstadt
2b. 泉のほとりで Au bord d'une source
3. G*****の鐘 Les cloches de G*****
4. オーベルマンの谷 Vallée d'Obermann
5. ウィリアム・テルの聖堂 Chapelle de Guillaume Tell
6. 詩篇 Psaume
第1、6曲を除いて『巡礼の年 第1年』に引き継がれた。第1曲「リヨン」はフランスの街であるため除かれた。第3曲で、ジュネーヴ (Genève) をなぜ伏せ字にしたのかは不明である。

第2部：アルプスの旋律の花々
全9曲が無題である。このうち第2曲を『巡礼の年 第1年』の第8曲「郷愁」、第3曲を同第3曲「パストラール」へと改訂している。

第3部：パラフレーズ
1. F.フーバーの牛追い歌による即興曲 Improvisata sur le ranz de vaches de F. Huber
2. 山の夕暮れ Un soir dans les montagnes
3. F.フーバーの山羊追い歌によるロンド Rondeau sur le ranz de chèvres de F. Huber
フェルディナント・フーバー（第1、3曲）とエルネスト・クノップ（第2曲）の歌によるパラフレーズ。『巡礼の年 第1年』には引き継がれていない。